# برنامج العناوين السرية
إن برنامج سرية العناوين هو برنامج يتيح لضحايا العنف المنزلي أو الاعتداء الجنسي أو المطاردة أو غيرها من أنواع الجرائم تلقي البريد على عنوان سري مع الاحتفاظ بعدم الكشف عن عنوانهم الفعلي. ويتم ذلك عادة من خلال عنوان وزير الدولة للولاية أو عنوان آخر والذي سيحل محل عنوان الوكالة لعنوان الضحية الفعلي بالسجلات العامة.
وفقًا لـ الشبكة الوطنية لإنهاء العنف المنزلي،
«برامج سرية العناوين (ACP) وقوائم الناخبين السرية هي برامج تدار من قبل الدولة تمكن ضحايا العنف المنزلي (وأحيانا ضحايا الاعتداء الجنسي و/أو المطاردة) من المشاركة في عملية التصويت دون خوف من العثور عليهم من قبل المعتدين. تقدم برامج سرية العناوين عنوانًا بديلاً لجميع السجلات العامة. أما قوائم الناخبين السرية فتوفر السرية المتعلقة فقط بالسجلات العامة للانتخابات».

## الولايات المشاركة، مع وصلات
- كاليفورنيا
- كولورادو
- كونيتيكت
- فلوريدا
- أيداهو
- إنديانا
- كانساس
- لويزيانا
- مين
- ماريلاند
- ماساتشوستس
- مينيسوتا
- مسيسيبي
- ميزوري
- مونتانا
- نبراسكا
- نيفادا
- نيوهامشير
- نيو جيرسي
- نيومكسيكو
- كارولاينا الشمالية
- أوكلاهوما
- أوريغون
- بنسلفانيا
- رود آيلاند تسجيل الناخبين فقط
- تكساس
- فيرمونت
- فيرجينيا
- واشنطن
- فيرجينيا الغربية
- ويسكونسن تسجيل الناخبين فقط

## سرية الحسابات المصرفية والعناوين
تتطلب القواعد التي تطبق قانون السرية المصرفية مؤسسة مالية لتنفيذ برنامج تحديد هوية العميل الذي يشمل إجراءات تمكنه من التأكد من معرفته للهوية الحقيقية للعميل. وتتطلب القواعد أيضًا حصول مؤسسة مالية على عنوان شارع السكن أو العمل من كل عميل. ولكن للأسف لا يفي العنوان البديل المعطى بموجب برنامج سرية العناوين بهذه المعايير.
أصدرت شبكة مكافحة الجرائم المالية قرارًا للمساعدة في حل هذا الموقف. كما تسمح أيضًا لوائح شبكة مكافحة الجرائم المالية: «أنه في حالة عدم وجود عنوان شارع سكن أو عمل للعميل، فتسمح له القواعد تقديم عنوان شارع سكن أو عمل لأحد الأقرباء بالجوار أو شخص آخر ممن على اتصال به».
في FIN-2009-R003، وجدت شبكة مكافحة الجرائم المالية: «أن العملاء الذين يشاركون في برنامج سرية العناوين الذي أنشأته الولاية سوف يعاملون على أنهم بدون عنوان شارع سكن أو عمل وسيقوم وزير الدولة، أو أي كيان آخر بالولاية يمثل وكيلاً معينًا من العميل بما يتفق مع شروط برنامج سرية المعلومات، بالتصرف كشخص اتصال آخر للوفاء بقواعد شبكة مكافحة الجرائم المالية. لذلك، ينبغي على المؤسسات المالية جمع عنوان الشارع للوكالة الراعية لبرنامج سرية العناوين لأغراض الوفاء بمتطلبات عنوان برنامج تحديد هوية العميل».

## وصلات خارجية
- Information on Address Confidentiality Programs
- FIN-2009-R003(.pdf)